# Basilia barbarae
Basilia barbarae är en tvåvingeart som beskrevs av Maa 1971. Basilia barbarae ingår i släktet Basilia och familjen lusflugor. Inga underarter finns listade i Catalogue of Life.